# BBC Radio 6 Music
BBC Radio 6 Music – brytyjska stacja radiowa należąca do nadawcy publicznego (BBC) i dostępna wyłącznie w BBC National DAB oraz drogą internetową. Powstała 11 marca 2002. W chwili startu była pierwszym od 32 lat nowo uruchomionym ogólnokrajowym kanałem radiowym BBC. Do kwietnia 2011 działała jako BBC 6 Music, później do nazwy dodano słowo „Radio”, co miało podkreślać przynależność kanału do rodziny BBC Radio. W pierwszym kwartale 2017 roku słuchało jej 2,33 miliona osób w Wielkiej Brytanii – 10. wynik w Wielkiej Brytanii, a piąty w ramach stacji radiowych BBC i pierwszy w ramach wyłącznie cyfrowych stacji tego nadawcy.

## Charakterystyka
W sensie organizacyjnym jest stacją siostrzaną wobec BBC Radio 2 – oba kanały mają siedzibę w tym samym budynku w Londynie. 6 Music uważana jest za najbardziej „alternatywną” spośród anten BBC. W jej audycjach goszczą takie gatunki jak jazz, klasyczny rock, indie rock, hip-hop, funk czy punk. Dużą rolę odgrywają także emisje całych koncertów z bogatych archiwów BBC. Na tle innych anten stacja wyróżnia się także dużym stopniem interaktywności.

## Logo
1 września 2007 zmieniło się logo BBC 6 Music: z niebieskiego prostokąta z białym logo BBC i ciemnoniebieskim napisem „music” (cyfra 6 przeszła przez literę m) na logo BBC i napis „RADIO”, obok nich srebrna zaokrąglona linia i wkomponowana w nie cyfra 6. Obok koła napis „music”. Koło występuje także samodzielnie, na przykład w aplikacjach mobilnych.